# Клейн, Чак
Чарльз «Чак» Клейн (англ. Charles «Chuck» Klein) — американский аниматор, сценарист и режиссёр. Более известен по работе над мультсериалами «Удивительный мир Гамбола», «Губка Боб Квадратные Штаны», «Брэнди и Мистер Вискерс» и «Сорвиголова Кик Бутовски».

## Биография и карьера
Чарльз Клейн родился 17 июня 1964 года в городе Форт-Лодердейл, штат Флорида, США. Окончил Художественный институт в городе Питтсбург в 1995 году.
Свою карьеру Клейн начал в 1996 году в 32 года с мультсериала студии «Klasky Csupo», «Дакмен», в котором работал раскадровщиком. После «Дакмена» работал в мультсериалах «Пеппер Энн», «Котопёс» и «Ох уж эти детки!»; в 1998 году присоединился к оригинальной съёмочной группе «Губки Боба» — в первом сезоне Чак проработал сценаристом и художником раскадровки совместно с Джеем Лендером, после стал основным раскадровщиком. Однако после завершения шестого сезона Губки Боба Клейн покинул мультсериал. Попутно Клейн работал над проектами «Жизнь и приключения робота-подростка», «Брэнди и Мистер Вискерс», «Гриффины» и в мультсериале Эрика Визе, сценариста и раскадровщика Губки Боба, «Могучая Би».
После «Губки Боба» Клейн начал работу над мультсериалом «Удивительный мир Гамбола» в качестве художника раскадровки, а затем был повышен до главного раскадровщика. После Гамбола в 2017 году Чак работал над мультсериалом Аарона Спрингера, бывшего сценариста Губки Боба, «Супер-пуперское подземное лето Билли Дилли». Позже принял участие в производстве фильма «Губка Боб в бегах» в качестве художника раскадровки, в котором также были задействованы часть бывших работников «Губки Боба», такие как Тим Хилл (режиссёр), Аарон Спрингер (раскадровка), Зеус Цервас (раскадровка), Фрэнк Вэйсс (анимация).
В настоящее время работает в «Cartoon Network Studios», над производством «Apple & Onion»; проживает в Лос-Анджелесе.

## Фильмография
| Годы      | Название                                   | Примечания                                                                                 |
| --------- | ------------------------------------------ | ------------------------------------------------------------------------------------------ |
| 1996-1997 | Дакмен                                     | Художник раскадровки                                                                       |
| 1997-1998 | Пеппер Энн                                 | Художник раскадровки                                                                       |
| 1998-1999 | Котопёс                                    | Режиссёр по раскадровке                                                                    |
| 1998-2003 | Ох уж, эти детки                           | Дополнительный раскадровщик                                                                |
| 1999      | Дикая семейка Торнберри                    | Дополнительный раскадровщик                                                                |
| 1999-2009 | Губка Боб Квадратные Штаны                 | Сценарист (1999—2000) Режиссёр по раскадровке (1999—2000) Художник раскадровки (1999—2009) |
| 2000-2002 | Teacher's Pet                              | Художник раскадровки                                                                       |
| 2003      | Жизнь и приключения робота-подростка       | Сценарист Художник раскадровки                                                             |
| 2003      | Что случилось с… Роботом Джонсом?          | Сценарист Художник раскадровки                                                             |
| 2004-2005 | Дом друзей Фостера                         | Сценарист Художник раскадровки                                                             |
| 2004-2006 | Брэнди и Мистер Вискерс                    | Художник раскадровки                                                                       |
| 2005-2006 | Гриффины                                   | Режиссёр Художник раскадровки                                                              |
| 2008      | Могучая Би                                 | Художник раскадровки                                                                       |
| 2009      | Шоу Кливленда                              | Режиссёр                                                                                   |
| 2010-2012 | Сорвиголова Кик Бутовски                   | Главный раскадровщик Художник раскадровки                                                  |
| 2011-2017 | Удивительный мир Гамбола                   | Главный раскадровщик Художник раскадровки                                                  |
| 2017      | Супер-пуперское подземное лето Билли Дилли | Главный раскадровщик Художник раскадровки                                                  |
| 2018      | Смолфут                                    | Художник раскадровки                                                                       |
| 2020      | Губка Боб в бегах                          | Художник раскадровки                                                                       |
| 2020      | Apple & Onion                              | Главный продюсер                                                                           |